# 四條畷市立田原小学校
四條畷市立田原小学校（しじょうなわてしりつ たわらしょうがっこう）は、大阪府四條畷市田原台四丁目にある公立小学校。
四條畷市東部の山間部・田原地区に位置する。1980年代までは山間部の小規模校だったが、1990年代になり校区にニュータウン・田原台が造成されたことに伴って児童数が増加している。学校自体も1990年にニュータウン内に移転している。
四條畷市内の小学校としては、運動場面積が一番広い。また2001年度以降、学校創立150周年にあたる2023年の完成を目指し、卒業生が学校北側の斜面に植樹をおこなう「桜の森プロジェクト」を実施している。

## 沿革
明治時代初期に当時の讃良郡下田原村（町村制施行で田原村）に開設された、堀溝郷学校の分校に起源を持つ。堀溝郷学校は当時の讃良郡19か村（現在の寝屋川市から四條畷市にかけての一帯にあたる）を校区とし、地域内に複数の分校が設置されていた。当校と同じく堀溝郷学校を起源とする小学校として、現在の寝屋川市立南小学校（堀溝郷学校本校の後身）・寝屋川市立東小学校（当時の秦村に設置された分校の後身）・四條畷市立四條畷小学校（当時の中野村に設置された分校の後身）がある。
太平洋戦争の際には、校舎は兵士の宿舎として転用された。
- 1873年
  - 1月 - 堀溝郷学校田原出張校として開設。
  - 5月10日 - 学制発布により、第三大学区十八中学区堺県河内国第五十八番小学校田原出張校と称する。
- 1886年
  - - 郡の合併により、北河内郡田原尋常小学校と称する。
  - 10月 - 讃良郡田原尋常小学校と改称。
- 1926年 - 高等科を併設。北河内郡田原尋常小学校と改称。
- 1941年4月1日 - 国民学校令により、北河内郡田原国民学校と改称。
- 1945年4月 - 校舎を兵士宿舎に転用。学校機能を一時停止。
- 1947年4月1日 - 学制改革により、田原村立田原小学校と改称。
- 1961年6月25日 - 田原村が四條畷町へ編入合併したことに伴い、四條畷町立田原小学校と改称。
- 1970年
  - 3月 - 校歌制定。
  - 7月1日 - 四條畷市の市制施行により、四條畷市立田原小学校と改称。
- 1990年9月 - 現在地に移転。
- 2001年3月 - 「桜の森プロジェクト」を開始。
- 2002年3月 - ビオトープが完成。
- 2005年4月 - 東館(増築部)が完成。

## 通学区域
- 四條畷市 大字上田原、大字下田原、田原台、さつきケ丘、緑風台。

卒業生は基本的に四條畷市立田原中学校に進学する。

## 交通
- 四條畷市コミュニティバス 田原小学校バス停。
- 近鉄けいはんな線 白庭台駅 西へ約2.9km。
- 近鉄奈良線・生駒線・けいはんな線 生駒駅 北へ約4.3km。
- 片町線（学研都市線） 忍ケ丘駅 南東へ約6.3km。

## 主な出身者
- 田中咲希（バレーボール選手：ヴィクトリーナ姫路）